# Hexaples
Hexaples (du grec ancien Ἑξαπλά [hexapla], « sextuple »); en français nom masculin pluriel (Dictionnaire de l'Académie française) est un terme désignant une Bible polyglotte réunissant six versions différentes. Il désigne en particulier l'édition exégétique de l'Ancien Testament réalisée par Origène avant 245, qui plaçait côte à côte les versions suivantes :
1. Le texte consonantique hébreu ;
2. La translittération de l’hébreu en caractères grecs ;
3. La traduction grecque d’Aquila de Sinope (sigle Α');
4. La traduction grecque de Symmaque l’Ébionite (sigle Σ') ;
5. La traduction grecque des Septante (sigle Ο', ne pas confondre avec la 'Quinta' ci-après);
6. La traduction grecque de Théodotion (sigle Θ');

Certains n'intègrent pas l'Hébreu dans le décompte de l'ordre des colonnes, d'où des variations de dénomination des colonnes, compliquées par le fait que certains livres de la Bible intègrent des révisions complémentaires: 
1. (7) Pour les Psaumes et quelques autres livres, révision grecque anonyme 1:'Quinta' ou 5e révision grecque;
2. (8) Pour les Psaumes et quelques autres livres, révision grecque anonyme 2: 'Sexta' ou 6e révision grecque.

Cet ouvrage, souvent cité dans les premiers temps du christianisme, avait pour but de mettre un terme aux disputes qui s'élevaient sans cesse entre les Juifs et les Chrétiens au sujet de l'interprétation des Écritures,.
La cinquième colonne est une version critique de la Septante dans laquelle des annotations et des signes permettaient d'indiquer les différences par rapport au texte hébreu, la traduction de Théodotion étant utilisée pour combler les lacunes des versions courantes. Au VIIe siècle elle a été traduite en syriaque sous le nom de Syrohexaplaire. D’autres colonnes sont ajoutées dans certains passages.
Conservé dans la bibliothèque de Césarée jusqu'à sa destruction par les Arabes en 640[source insuffisante] l'exemplaire original d'Origène n'a pas fait l'objet de copies intégrales et ne subsiste que par bribes et citations éparses dans la tradition directe de la Septante et la tradition indirecte des Pères grecs et latins ainsi que dans les chaînes exégétiques, non sans qu'une traduction syriaque ait pu être faite de la LXX dans les premières décennies du VIIe siècle. Seuls quelques fragments avaient pu être rassemblés par Montfaucon (1713), Bahrdt (Leipzig, 1769) et Frederick Field (it) (1875).
Ils sont actuellement réédités (avec de nouveaux fragments découverts depuis) par un groupe de spécialistes internationaux de la Septante dans le cadre du Hexapla Project,.

## L’Hexaplaanglaise
Hexapla (terme anglais pour « Hexaples ») peut également faire référence à une édition du Nouveau Testament grec accompagné de six traductions anglaises (de celle de John Wyclif en 1380 à la version autorisée de 1611) réparties sur des colonnes en bas de pages. Elle fut publiée à Londres en 1841 par Bagster & Sons.

### Editions
- (grc + la + syr) Numérisation complète des « Origen Hexapla » vol. I de Frederick Field (it) (1875).
- (grc + la + syr) Numérisation complète des « Origen Hexapla » vol. II de Frederick Field (1875).
- Adrian Schenker O.P., Hexaplarische Psalmenbruchstücke. Die hexaplarischen Psalmenfragmente der Vaticanus graecus 752 und Canonicianus graecus 62 (Orbis Biblicus et Orientalis 8) (Freiburg/Schweiz – Göttingen 1975). etc.
- Adrian SCHENKER, Psalmen in den Hexapla. Erste kritische und vollständige Ausgabe der hexaplarischen Fragmente auf dem Rande der Handschrift Ottobonianus graecus 398 zu den Ps 24-32 (Studi e Testi 295), Biblioteca Apostolica Vaticana, Città del Vaticano 1982

### Etudes
- Traductions de la Bible
- Munnich (Olivier), "Le texte de la Septante et ses problèmes", dans La Bible grecque des Septante, Paris, 1988, p. 129-200.